# Acido siringico
L'acido siringico, con nome sistematico acido 4-idrossi-3,5-dimetossibenzoico è un acido fenolico presente in natura, soprattutto come metabolita nel mondo vegetale. La struttura è costituita da quella dell'acido 4-idrossibenzoico, cioè da un anello benzenico con un gruppo carbossilico {\displaystyle {\ce {(-COOH)}}} con un ossidrile {\displaystyle {\ce {(-OH)}}} in posizione 4, e due gruppi metossi {\displaystyle {\ce {(-OCH3)}}}  come sostituenti in posizione 3 e 5 dell'anello benzenico.
Appartiene alla classe dei composti organici noti come derivati dell'acido gallico in quanto contenenti una frazione dell'acido 3,4,5-triidrossibenzoico.
Può essere considerato e denominato come: 3,5-dimetil etere dell'acido gallico.
È una polvere grigio-beige o marrone chiaro, leggermente solubile in acqua e cloroformio, ben solubile in etanolo e etere dietilico.
Deve il suo nome, come altri composti analoghi o derivati (siringolo, siringaldeide, acetosiringone, siringalcole), dal glucoside da cui venne ricavato: la siringina, isolata per la prima volta dalla corteccia del lillà (Syringa vulgaris) da Meillet nel 1841.

## Occorrenza in natura
L'acido siringico si trova in molte piante, derivando dall'acido gallico o dalla degradazione della lignina.
| Massime concentrazioni di acido siringico in alcune piante | Massime concentrazioni di acido siringico in alcune piante | Massime concentrazioni di acido siringico in alcune piante |
| ---------------------------------------------------------- | ---------------------------------------------------------- | ---------------------------------------------------------- |
| pianta                                                     | Parte                                                      | PPM                                                        |
| Juglans regia                                              | Testa                                                      | 18860.0                                                    |
| Vanilla planifolia                                         | Frutta                                                     | 3000.0                                                     |
| Solidago gigantea                                          | pianta                                                     | 1040.0                                                     |
| Arachis hypogaea                                           | Seme                                                       | 51.0                                                       |
| Salvia sp.                                                 | Seme                                                       | 25.0                                                       |
| Artemisia dracunculus                                      | Foglia                                                     | 8.0                                                        |
| Triticum aestivum                                          | Seme                                                       | 5.0                                                        |
| Glycine max                                                | Radice                                                     | 4.7                                                        |

È presente in alcuni funghi: Agaricus Blazei, Inonotus obliquus, Sparassis Crispa, Phellinus igniarius.
L'acido siringico è stato isolato anche negli estratti alcolici di Ardisia elliptica e Schumannianthus dichotomus di cui sarebbe uno degli attivi che giustificherebbero la loro potenziale azione antimicrobica ed erbicida.

### Negli alimenti
L'acido siringico è presente in molti frutti e parti edibili di vegetali. Si trova anche in frutti e bacche color blu, nero dove si forma in particolare dalla decomposizione dell'enina, un'antocianina, e del suo aglicone, la malvidina. Questo giustifica la sua presenza nel vino rosso (0,27 mg/100 mL) e nell'aceto rosso (0,30 mg/100 mL).
| Alimento                   | Concentrazione | Unità       |
| -------------------------- | -------------- | ----------- |
| Noce comune                | 33,830         | mg / 100 g  |
| Bietola                    | 24,750         | mg / 100 g  |
| Oliva                      | 11,785         | mg / 100 g  |
| Germogli di soia           | 9,747          | mg / 100 g  |
| Timo comune (essiccato)    | 8,350          | mg / 100 g  |
| Ceci                       | 5.200          | mg / 100 g  |
| Arachidi                   | 5,100          | mg / 100 g  |
| Polvere di cacao           | 4,100          | mg / 100 g  |
| Origano comune (essiccato) | 3,750          | mg / 100 g  |
| Nocino                     | 3,120          | mg / 100 mL |
| Issopo                     | 3,000          | mg / 100 g  |
| Dattero (essiccato)        | 6,06           | mg / 100 g  |
| Zucca                      | 2,139          | mg / 100 g  |
| Caiano                     | 1,800          | mg / 100 g  |
| Salvia comune (essiccato)  | 1,675          | mg / 100 g  |
| Rosmarino (essiccato)      | 1,517          | mg / 100 g  |
| Grano duro                 | 1,329          | mg / 100 g  |
| Pisello comune             | 1,200          | mg / 100 g  |
| Segale                     | 1,170          | mg / 100 g  |
| Cavolfiore                 | 1,135          | mg / 100 g  |
| Pastinaca                  | 1,098          | mg / 100 g  |

## Metabolismo
Nelle piante la biosintesi dell'acido siringico avviene per una serie di reazioni enzimatiche attraverso la via dell'acido shikimico. I composti fenolici intermedi della via dell'acido shikimico, sintetizzati assieme all'acido siringico sono: acido protocatecuico, acido gallico, acido chinico, a loro volta substrati assieme all'acido siringico per la formazione dell'acido corismico e dell'acido prefenico, precursori di amminoacidi come: triptofano, tirosina e fenilalanina.
L'acido siringico come altri acidi idrossibenzoici con l'idrossile in posizione 4 (acido vanillico, acido 4-idrossibenzoico, ecc.) sono generalmente derivati da corrispondenti derivati dell'acido cinnamico attraverso le reazioni enzimatiche di β-ossidazione. Il monolignolo (alcool sinapilico) è il precursore della siringil lignina (una fonte immediata di acido siringico), che è il componente principale delle pareti cellulari secondarie nelle piante. La lignina contiene abbondanti composti aromatici che vengono convertiti dai sistemi microbici. I principali intermedi prodotti dalle reazioni enzimatiche microbiche della lignina sono vanillato e siringato. 
Il siringato può venir convertito in 3-O-metilgallato dall'enzima siringato-O-demetilasi:
{\displaystyle {\ce {siringato + tetraidrofolato <=> 3-O-metilgallato + 5-metiltetraidrofolato}}}
La decarbossilazione enzimatica dell'acido siringico produce siringolo.

## Produzione

### Sintesi chimica
L'acido siringico può essere sintetizzato idrolizzando selettivamente (demetilando) l'acido eudesmico con il 20% di acido solforico.
Può essere ottenuto anche riscaldando insieme l'acido 3,4,5-trimetossibenzoico e l'acido bromidrico o per ossidazione dell'alcool sinapilico.

### Biosintesi
Sono stati sviluppati alcuni processi di sintesi biologica, soprattutto con batteri ingegnerizzati, in grado di produrre acido siringico con una buona resa.

## Utilizzo
In archeologia, l'acido siringico viene utilizzato per determinare se, ad esempio, le anfore rinvenute siano state riempite di vino bianco o rosso, poiché è contenuto solo in quest'ultimo. 
L'acido siringico è elencato tra le sostanze aromatizzanti ammesse dalla UE in ambito alimentare.
Anche se non comune, l'acido siringico può essere utilizzato per le sue proprietà antiossidanti come ingrediente cosmetico con INCI: SYRINGIC ACID.
L'acido siringico può essere polimerizzato tramite reazioni enzimatiche. La laccasi e la perossidasi inducono la polimerizzazione dell'acido siringico formando un poli (p-fenilene)  recante un gruppo carbossilico a un'estremità e un gruppo fenolico dall'altra, utilizzabile come pigmento.

### Effetti sulla salute
Come altri composti fenolici assumibili con l'alimentazione l'acido siringico è stato oggetto di molte ricerche finalizzate a esplorare un suo potenziale utilizzo farmacologico. Vari studi avrebbero concluso, non senza esiti controversi, che l'acido siringico mostra proprietà antiossidanti, antimicrobiche, antinfiammatorie, antitumorali, antidiabetiche anti-angiogeniche, anti-glicanti, anti-iperglicemiche, neuroprotettive.